# País Basco francês
O País Basco francês (em basco Ipar Euskal Herria ou Iparralde) é a parte mais ocidental do departamento francês dos Pirenéus Atlânticos, constituindo uma região histórica do País Basco (em basco Euskal Herria).
As três províncias francesas que integram o País Basco são:
- Baixa Navarra (em basco Nafarroa Beherea, em francês Basse-Navarre)
- Lapurdi (Labourd em francês)
- Zuberoa (Soule em francês)

O nome basco Iparralde significa parte norte, enquanto que a maior parte do País Basco está localizada em território espanhol, ao sul. Por este motivo, a parte sul chama-se Hegoalde.
Existe um forte movimento político e social que reivindica a criação de um departamento exclusivo para o País Basco, separando do departamento dos Pirenéus Atlânticos.

## Ver também

A bandeira do País Basco

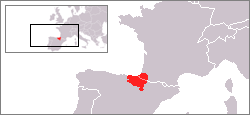
A localização do País Basco em Europa

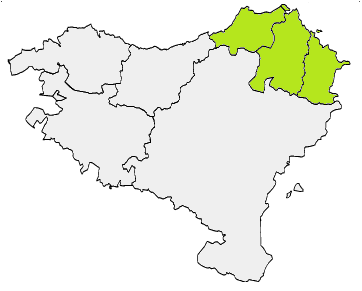
O País Basco francês, em verde, no mapa do País Basco